# Kaliningradtid
| Tidszoner i Europa |                      |                                                                                                |                   |
|                    | GMT WET              | Greenwichtid Västeuropeisk tid                                                                 | UTC±0 UTC±0       |
|                    | GMT WET WEST BST IST | Greenwichtid Västeuropeisk tid Västeuropeisk sommartid Brittisk sommartid Irländsk standardtid | UTC±0 UTC±0 UTC+1 |
|                    | CET CEST             | Centraleuropeisk tid Centraleuropeisk sommartid                                                | UTC+1 UTC+2       |
|                    | EET KALT             | Östeuropeisk tid Kaliningradtid                                                                | UTC+2             |
|                    | EET EEST             | Östeuropeisk tid Östeuropeisk sommartid                                                        | UTC+2 UTC+3       |
|                    | MSK TRT              | Moskvatid Turkisk tid                                                                          | UTC+3             |
|                    | AMT AZT GET          | Armenisk normaltid Azerbajdzjansk normaltid Georgisk tid                                       | UTC+4             |

|  | KALT | Kaliningradtid   | UTC+2  | (MSK−1) |
|  | MSK  | Moskvatid        | UTC+3  | (MSK±0) |
|  | SAMT | Samaratid        | UTC+4  | (MSK+1) |
|  | YEKT | Jekaterinburgtid | UTC+5  | (MSK+2) |
|  | OMST | Omsktid          | UTC+6  | (MSK+3) |
|  | KRAT | Krasnojarsktid   | UTC+7  | (MSK+4) |
|  | IRKT | Irkutsktid       | UTC+8  | (MSK+5) |
|  | YAKT | Jakutsktid       | UTC+9  | (MSK+6) |
|  | VLAT | Vladivostoktid   | UTC+10 | (MSK+7) |
|  | MAGT | Magadantid       | UTC+11 | (MSK+8) |
|  | PETT | Kamtjatkatid     | UTC+12 | (MSK+9) |

Kaliningradtid är tiden som används i Kaliningrad oblast i Ryssland. Sedan oktober 2014 är det två timmar före Greenwich Mean Time (GMT) eller koordinerad universell tid (UTC), och skrives därmed UTC+2. I Ryssland utgår man från Moskvatid och Kaliningradtid kallas även MSK-1. Det är inte omställning för sommartid i området.

## Historia
Vissa ändringar har gjorts, men baserats på ändringar i Moskvatid. Kaliningradtid har hela tiden varit en timme efter Moskvatiden.
Mellan september 2011 och oktober 2014 hade Kaliningradområdet tiden UTC+3, även då utan sommartid. Även Belarus använde den tiden och fortsatte med det efter oktober 2014. Denna tidszon kallas från 2011 på engelska engelska: Further-eastern European Time, FET.
Fram till 2011 var Kaliningradtid en rysk beteckning som inte användes utanför Ryssland, och de aktuella områdena hade då östeuropeisk tid (EET, alltså UTC+2 med sommartid UTC+3), men från den 27 mars 2011 har normaltiden i Ryska federationen flyttats fram en timme och sommartid avskaffats, vilket innebär att Kaliningrads läns tidszon ständigt är tre timmar före den koordinerade universella tiden. Detta har fått konsekvensen att klockan här sedan 2014 är en timme efter vissa länder i Östeuropa såsom Litauen under sommaren.
Även Belarus har avskaffat sommartid och flyttat fram normaltiden en timme 2011, och behållit denna tid sedan dess (var därmed lika med Kaliningradtid tills 2014 och Moskvatid sedan). Ukrainas och Transnistriens regeringar beslutade först att göra likadant 2011, men då Ukrainas parlament avvisade förslaget gjorde Transnistrien (som gränsar till Ukraina) sammalunda.

## Användningen av Kaliningradtid
Dessa länder använder Kaliningradtid tid året om.
- Ryssland
  -  Kaliningrad oblast

Samma tid, UTC+2, utan sommartid, tillämpas också i
Afrika (kallas Centralafrikansk tid)
- Burundi
- Botswana
- Egypten
- Kongo-Kinshasa (östra delen)
- Libyen
- Malawi

- Moçambique
- Rwanda
- Sydafrika
- Zambia
- Zimbabwe